# Emuellidae
Az Emuellidae a trilobiták (Trilobita) osztályának Redlichiida rendjébe, ezen belül a Redlichiina alrendjébe tartozó család. Az Emuelloidea öregcsaládba csak az Emuellidae család tartozik.
Legtöbb fosszíliájukat Ausztrália déli részén fedezték fel, az Emu Bay shale rétegben, legkorábbi csúcslelőhelyükön. Innen a nevük is. Először 1956-ban, Dr. B Daily, az Adelaide-i Egyetem Geológiai Tanszékének munkatársa írta le a családot.

## Rendszerezés
A családba az alábbi nemek és fajok tartoznak:
- Emuella
  - Emuella dalgarnoi
  - Emuella polymera
- Balcoracania
  - Balcoracania dailyi
  - Balcoracania flindersi
- Holyoakia
  - Holyoakia granulosa Palmer, 1995
  - Holyoakia simpsoni Paterson & Jago, 2006

## Források

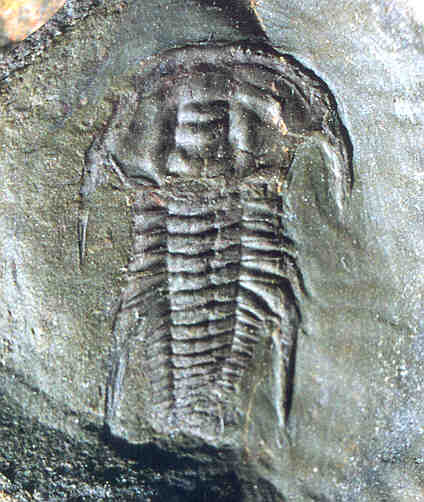
Emuella polymera